# Liam Lawlor
Liam Lawlor (irisch: Liam Ó Leathlobhair; * 1. Oktober 1945 in Crumlin, Dublin; † 22. Oktober 2005 in Moskau) war ein irischer Politiker der Fianna Fáil, der zwischen 1977 und 1981, 1982 sowie zuletzt von 1987 bis 2002 Mitglied des Unterhauses (Dáil Éireann) war.

## Leben
Lawlor, der als Geschäftsführer einer Ingenieurgesellschaft für Kühl- und Gefriertechnik (Refrigeration Engineering Company) tätig war, wurde bei den Wahlen vom 16. Juni 1977 erstmals zum Mitglied (Teachta Dála) des Dáil Éireann gewählt und vertrat in diesem bis zu seiner Niederlage bei den darauf folgenden Wahlen am 11. Juni 1981 den Wahlkreis Dublin County West. Bei den Wahlen vom 18. Februar 1982 wurde er im Wahlkreis Dublin West wieder zum Mitglied des Dáil Éireann gewählt, schied aber bereits nach seiner Niederlage bei den vorgezogenen Wahlen vom 24. November 1982 wieder aus dem Unterhaus aus.
Bei den Wahlen vom 17. Februar 1987 wurde Lawlor für die Fianna Fáil wieder zum Mitglied des Dáil Éireann gewählt und vertrat in diesem nunmehr nach seinen Wiederwahlen am 15. Juni 1989, 25. November 1992 sowie 6. Juni 1997 bis zum 17. Mai 2002 den Wahlkreis Dublin West.
Während seiner Parlamentszugehörigkeit war er während der 25. Legislaturperiode von 1987 bis 1989 Vorsitzende des Gemeinsamen Ausschusses des Parlaments (Oireachtas) für staatlich geförderte Unternehmen (Joint Committee on Commercial State-Sponsored Bodies). Als Kandidat der Fianna Fáil hatte er darüber hinaus bei den Grafschaftswahlen am 27. Juni 1991 im Wahlbezirk Lucan ohne Erfolg für einen Sitz im Rat des County South Dublin (South Dublin County Council) kandidiert. Während der 28. Legislaturperiode wurde er am 17. Dezember 1997 Vize-Vorsitzender des Ausschusses für Finanzen und den öffentlichen Dienst (Finance and the Public Service Committee). Bei den Grafschaftswahlen vom 10. Juni 1999 kandidierte er im Wahlbezirk Clondalkin erneut erfolglos für einen Sitz im South Dublin County Council.
Während der Amtszeiten von Premierminister (Taoiseach) Bertie Ahern sah sich Fianna Fáil des Öfteren mit Vorwürfen von Korruption konfrontiert. Ray Burke musste aus diesem Grund als Außenminister zurücktreten und Liam Lawlor geriet ins Fadenkreuz wegen erhaltener Zahlungen. Nachdem er deshalb im Januar 2001 erstmals verhaftet worden war, verlor er am 10. Januar 2001 seine Funktion als stellvertretender Ausschussvorsitzender, weigerte sich aber trotz erneuter Verhaftungen im Januar und Februar 2002 sein Abgeordnetenmandat niederzulegen.
Lawlor kam am 22. Oktober 2005 bei einem Autounfall in Moskau ums Leben, nachdem sein Fahrzeug gegen eine Straßenlaterne geprallt war. Aus seiner Ehe mit Hazel Lawlor gingen drei Söhne und eine Tochter hervor.